# Haeinsa Janggyeong Panjeon
Haeinsa (hangul : 해인사, hanja : 海印寺) est l'un des temples bouddhistes les plus importants de Corée du Sud, connu notamment parce qu'y est conservé le Tripitaka Koreana, qui consiste en l'ensemble des écritures bouddhistes gravées sur 81 258 tablettes d'imprimerie en bois. 
Haeinsa est l'un des trois temples joyaux de Corée, et se trouve à  Gayasan dans la province du Gyeongsang du Sud. C'est toujours un grand centre pour la pratique du Seon (Seon ou Son selon la romanisation utilisée est la traduction de zen en coréen), et fut le lieu où Seongcheol professa. 
Le temple fut bâti pour la première fois en 802. Haeinsa et le Tripitaka Koreana ont été inscrits sur la liste du patrimoine mondial  de l'UNESCO en 1995.